# لوسيديو بورتيلا نونيس
لوسيديو بورتيلا نونيس (8 أبريل 1922 - 30 أكتوبر 2015) طبيب وسياسي برازيلي. شغل منصب حاكم بياوي من 1979 إلى 1983.

## السيرة الشخصية
ولد نونيس في فالينكا دو بياوي في عام 1922، وكان حاكم بياوي من عام 1979 إلى عام 1983. وكان الأخ الأكبر للراحل بترونيو بورتيلا نونيس، وهو مدافع عن الانفتاح السياسي خلال حكومتي إرنستو جيزل وجواو فيغيريدو. توفي في 30 أكتوبر 2015 في تيريسينا.